# Aires protégées de Madagascar

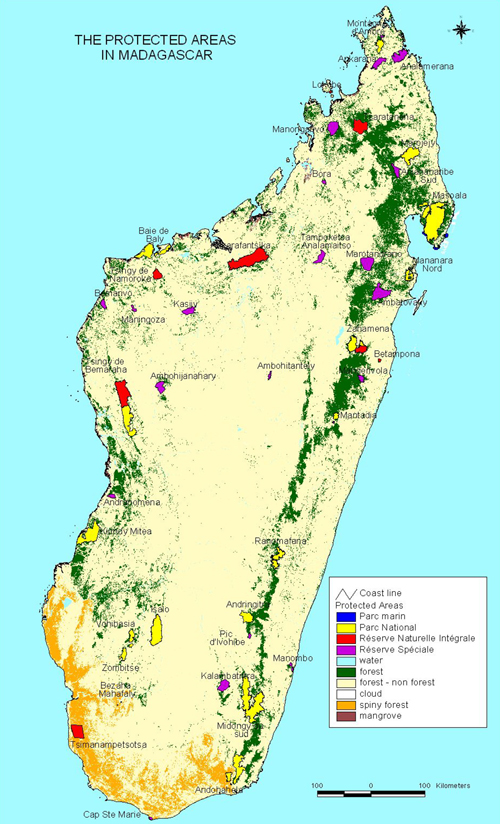
Les aires protégées de Madagascar

Madagascar présente une importance particulière pour la conservation de la nature, en effet l'île tout entière est considérée comme un point chaud de biodiversité, avec un taux d'endémisme extrêmement important.
Madagascar possède 123 aires protégées  constitué dès 1927  dont 101 terrestre et 22 marines qui recouvrent environ 7 612 346 ha . Les aires protégées terrestre à Madagascar sont composées des forêts , les zones humides, la savane; et les aires protégées marines se composent des plages à zone de pêche, des mangroves, des récifs coralliens, des eaux marines côtières .
Les aires protégées a connu une expansion rapide à partir de 2003, à la suite du congrès mondial des parcs à Durban.
C'est le code de gestion des aires protégée qui réglemente les espaces naturels protégés de Madagascar. Il a été voté en 2003 et profondément remanié en 2015 à la suite du congrès de Sydney. L’État malgache fait également partie de la convention de Ramsar, du patrimoine mondial et du programme sur l'homme et la biosphère.

## Historique
- 1985 : 36 aires protégées[2]
- 1997 : 46 aires protégées (5 RNI, 18 PN et 23 RS)[3]
- 2019 : 126 aires protégées[4].

À l'époque du royaume de Madagascar, le roi de Madagascar, Andrianampoinimerina, interdit à ses sujets de résider dans la forêt, d'y abattre des arbres et d'y fabriquer du charbon.
À partir de 1896 débute la colonisation française. L'administration coloniale établi 10 réserves naturelles intégrales vers la fin de 1927. L'avis des populations locales n'était alors pas pris en considération, elles étaient considérées comme purement néfastes.
En 1960, Madagascar devient indépendante.
La république de Madagascar est le premier pays à mettre en place une feuille de route pour la conservation de la nature et le développement durable, en 1990 : Programme national d’action environnementale (PNAE). Le premier volet de ce plan, de 1992 à 1996, a eu pour résultat la création de l'Association nationale pour la gestion des aires protégées (ANGAP), plus tard renommée en Madagascar National Parks (MNP), ainsi que de l'Office National pour l‘Environnement (ONE) et de l'Agence Nationale d‘Actions Environnementales (ANAE). Il découle, de ce plan, une loi de Gestion Locale Sécurisée (GELOSE), promulguée en 1996, son objectif est de transférer des droits de propriété foncière de l'État vers les communautés locales. Le transfert de la gestion des ressources naturelles est également prévu par cette loi. Un second, puis un troisième volet ont fait suite au premier, respectivement entre 1996 et 2002/2003 et entre 2004 et 2008.
En 2003, est promulgué un texte, intitulé « Code de gestion des Aires Protégées », qui définit à l'origine trois catégories d'aires protégées : réserve naturelle stricte, parc national et réserve spéciale. Il existait alors déjà des aires protégées privées gérées par des ONG internationales. En 2015 ce code de gestion est profondément amendé et de nouvelles catégories d'aires protégées sont créées, à la fois pour répondre aux attentes des citoyens et pour légitimer l'action des ONG nationales et internationales.
Les conflits politiques, entre 2009 et 2013, ont provoqué un ralentissement de la conservation de la nature et un regain de la déforestation dans les zones rurales.

## Diversité des aires protégées
A Madagascar, il y a les réserves naturelles intégrales, les réserves spéciales, les parcs nationaux, les parcs naturels, les paysages harmonieux protégés, les ressources naturelles et les monuments naturels.

### Réserves naturelles intégrales (RNI)
Les RNI ont pour vocation unique la protection de la biodiversité et la recherche. Les ressources sauvages sacrées sont incluses dans la définition de la biodiversité : elles peuvent être valorisées par des rituels spécifiquement autorisés par les plans de gestion. L'accès et l'utilisation des ressources naturelles y est interdit, en dehors des exceptions citées précédemment (COAP, Titre II, chap 1er).
| Nom                                                             | Photo | Localisation                                                           | Date de création | surface   | Description |
| --------------------------------------------------------------- | ----- | ---------------------------------------------------------------------- | ---------------- | --------- | --- |
| Réserve naturelle intégrale du Tsingy de Bemaraha (partie nord) |       | Melaky 18° 26′ 39″ S, 44° 43′ 27″ E                                    | 1927             | 853,7 km2 | Les tsingy de Bemaraha sont protégés au sud par le parc national du même nom, le nord par la réserve naturelle intégrale. La biodiversité fait ici la transition entre la côte Ouest et la savane de l'intérieur de l'île. |
| Réserve naturelle intégrale de Betampona                        |       | Atsinanana 17° 53′ 18″ S, 49° 13′ 30″ E                                | 1927             | 29,2 km2  | À Betampona la biodiversité est typique des forêts des basses terres de Madagascar, on y a recensé 93 espèces d'oiseaux dont 44 sont endémiques de Madagascar. |
| Réserve naturelle intégrale de Tsaratanana                      |       | Sofia 13° 57′ 47″ S, 48° 50′ 56″ E                                     | 1927             | 486,2 km2 | La RNI de Tsaratanana est gérée par « Madagascar National Parks », pour la protection de la forêt tropicale, notamment sur les coteaux du Maromokotro, la plus haute montagne de Madagascar. |
| Réserve naturelle intégrale de Zahamena                         |       | Alaotra Mangoro, Analanjirofo, Atsinanana 17° 42′ 03″ S, 48° 55′ 09″ E | 1927             | 221 km2   | La zone centrale du parc national de Zahamena est classée en réserve intégrale pour la protection de la faune et de la flore locale qui compte de nombreuses espèces endémiques. La réserve sert également à protéger la ressource en eau de la région qui est la première productrice agricole du pays. Cette RNI est gérée par « Madagascar National Parks ». |

### Parcs nationaux (PN)
Dès la création du statut de parc national, en 1991, ils sont pensés comme des aires protégées à vocations multiples à la fois protection des écosystèmes, écotourisme et protection des ressources et services naturels pour les populations riveraines. Plusieurs des PN existaient déjà avant 1991 sous d'autres dénominations. L'abattage d'arbre, la chasse et la pêche, ainsi que la collecte de plantes sauvages y sont interdits. Les termes « Parc national » et « parc naturel » sont synonymes (COAP, Titre II, chap 2).
| Nom                                                       | Photo | Localisation                                                    | Date de création | Superficie  | Description |
| --------------------------------------------------------- | ----- | --------------------------------------------------------------- | ---------------- | ----------- | --- |
| Parc national de la Montagne d'Ambre                      |       | Province de Diego-Suarez                                        | 1958             | 182,0 km2   | Le parc est recouvert d'une forêt tropicale humide d'altitude qui abrite des essences de bois rares et menacés. Le réseau hydrographique dense est organisé autour de cinq lacs de cratères, et forme de nombreuses cascades en raison du relief. |
| Parc national d'Andasibe-Mantadia                         |       | Alaotra-Mangoro                                                 | 1989             | 154,8 km2   | Anciennement nommée « réserve du Périnet », cette zone est couverte à 80 % de forêt primaire. C'est un habitat pour l'Indri indri et 13 autres espèces de lémuriens. |
| Parc national d'Andohahela                                |       | Anosy                                                           | 1939             | 760,2 km2   | Depuis 2007 il fait partie du site du patrimoine mondial des forêts humides de l'Atsinanana. Ce parc est découpé en trois écosystèmes : une forêt humide dans sa partie est ; un bush épineux dans le sud de la partie ouest et une forêt de transition entre ces deux formations. |
| Parc national d'Andringitra                               |       | Haute Matsiatra                                                 | 1927             | 7 311,6 km2 | Il est l’un des six parcs classés, en 2007, au patrimoine mondial sous le nom de forêts humides de l’Atsinanana. Le parc national abrite le pic Boby, le plus haut sommet accessible de Madagascar, et d'autres paysages de montagne. |
| Parc national d'Ankarafantsika                            |       | Boeny                                                           | 2002             | 1 365,1 km2 | Les écosystèmes de forêts décidues sèches de Madagascar, de savanes qui alternent avec les lacs et rivières sont le lieu de vie d'une faune abondante, notamment les microcèbes ou le Pygargue de Madagascar. |
| Parc national de la Baie de Baly                          |       | Boeny                                                           | 1997             | 571,42 km2  | Le parc national de la baie de Baly protège des récifs coralliens et des zones de mangrove, habitat du dugong et d'Erymnochelys madagascariensis. Presque 86 % des espèces d'oiseaux d'eaux de Madagascar peuvent être observées dans ce parc et elles sont nombreuses à s'y reproduire. Vers l'intérieur des terres il se prolonge par de la forêts décidues sèches de Madagascar.                          |
| Parc national de l'Isalo                                  |       | Ihorombe                                                        | 1962             | 81,540 km2  | C'est le parc le plus visité de Madagascar, il attire par ses paysages découpés en canyons et falaises abruptes. C'est l'un des rares endroits où l'on peut observer les Maki catta à l'état sauvage. |
| Parc national de Kirindy Mitea                            |       | Menabe                                                          | 1997             | 722,0 km2   | Situé sur l'île de Nosy-Be, on y trouve une large palette de milieux : des forêts sèches aux mangroves en passant par les dunes. Les lacs Ambondro et Sirave contenus dans les parcs sont répertoriés comme sites Ramsar depuis 2015, et reconnus réserves de biosphère depuis 2016. |
| Parc national de Lokobe                                   |       | Région Diana                                                    | 2011             | 8,62 km2    | |
| Parc national de Mananara-Nord                            |       | Analanjirofo                                                    | 1989             | 230,0 km2   | C'est la zone centrale de la réserve de biosphère du même nom. On y trouve des écosystèmes diversifiés allant des forêts tropicales humides, aux récifs coralliens en passant par les mangroves. |
| Parc national de Marojejy                                 |       | Sava                                                            | 1952             | 555 km2     | Culminant à 2132m, le massif du Marojejy a été classé réserve naturelle intégrale avant de devenir parc national. Il abrite une forêt de nuages, parmi les dernière de l'île et fait partie du site du patrimoine mondial des forêts humides de l'Atsinanana. |
| Parc National de Marolambo                                |       | Atsinanana, Vakinankaratra, Amoron'i Mania, Vatovavy-Fitovinany | 2015             | 480,1 km2   | Il est situé au sud de la capitale Antananarivo et au nord de Ranomafana. |
| Parc national de Masoala, dont la Réserve de Nosy Mangabe |       | Sava, Analanjirofo                                              | 1997             | 2 355,8 km2 | Situé au nord de l'île de Madagascar il protège à la fois la forêt humide, la mangrove et des récifs coralliens. L'îlot de Nosy Mangabe est un site touristique où l'on peut observer des Aye-ayes. |
| Parc national de Midongy du Sud                           |       | Atsimo-Atsinanana                                               | 1997             | 1 922 km2   | D'altitude moyenne a haute, la forêt du parc abrite des arbres comme l'ébène et le bois de rose. C'est une zone importante pour la conservation des oiseaux. |
| Parc National Nosy Hara                                   |       | (marine) - Région Diana                                         | 2012             | 452,48 km2  | Cette île est l'unique habitat de Brookesia micra, le plus petit caméléon du monde. Elle est couverte de forêt et de milieux karstique de type tsingy. Une barrière de corail en bon état de conservation l'entoure. |
| Parc national de Nosy Tanikely                            |       | (marine) - Région Diana                                         | 2011             | km2         | Ce parc marin protège un îlot culminant à 40 m au-dessus du niveau de la mer et un récif corallien. |
| Parc national de Nosy Ve-Androka                          |       | (marine) - Atsimo-Andrefana                                     | 2015             | km2         | Réserve de biosphère depuis juillet 2018, ce site protège de nombreuses espèces marines dont des poissons de la famille des Cœlacanthes. |
| Parc national de Ranomafana                               |       | Haute Matsiatra, Vatovavy-Fitovinany                            | 1991             | 416,01 km2  | La grande majorité du site est couverte de forêts primaires : forêt humide de plaine jusqu'à une altitude de 800m et forêt d'altitude subhumide au-dessus. Certains secteurs sont occupés par de la forêt à Pandanus ou à bambous. Cette dernière est l'habitat des lémuriens du genre Hapalemur. Il fait partie du site du patrimoine mondial des forêts humides de l'Atsinanana.                           |
| Parc national de Sahamalaza                               |       | (marine) - Sofia (région)                                       | 2007             | km2         | Sahamalaza, également appelé Îles Radama, a d'abord été classé réserve de biosphère de l'UNESCO, avant de devenir un parc national en 2007. Environ la moitié de sa superficie est marine et protège un récif corallien. La partie terrestre abrite de la mangrove et les derniers vestiges de forêt sèche côtière. Le lépilémur de Sahamalaza et le Lémur aux yeux turquoise en sont strictement endémique. |
| Parc national de Tsimanam- petsotsa                       |       | Atsimo-Andrefana                                                | 1927             | 432 km2     | Situé dans la province de Tuléar, autour du lac Tsimanampetsotsa, le seul lac salé du pays. Entre 75 et 90 % de sa faune et sa flore sont endémiques. Le parc national de Tsimanampesotse est un des premiers sites Ramsar de Madagascar. C'est une réserve de biosphère depuis juillet 2018. |
| Parc national du Tsingy de Bemaraha                       |       | Melaky                                                          | 1997             | 732,4 km2   | Ce parc est classé au patrimoine mondial depuis 1990. Il protège le plus grand ensemble de Tsingy, ce paysage karstique emblématique de Madagascar. La biodiversité y est parmi les plus riches et les plus originales du monde : 87 % de la faune et de la flore sont endémique de Madagascar et 45 % strictement endémique de la région alentour.                                                          |
| Parc national du Tsingy de Namoroka                       |       | Boeny                                                           | 2002             | 222,27 km2  | La zone a d'abord été protégée en 1927 et a obtenu son statut actuel en 2002. Les paysages spectaculaires préservés dans ce parc comprennent des tsingy, des canyons, des grottes et des bassins. Relié au parc national de la baie de Baly, le statut de Namoroka est passé d'une réserve naturelle intégrale à un parc national en 2002.                                                                   |
| Parc national de Zahamena                                 |       | Alaotra Mangoro, Analanjirofo, Atsinanana                       | 1997             | 649,35 km2  | L'aire protégée existe depuis 1927 et a été classé PN en 1997. Il fait partie du site du patrimoine mondial des forêts humides de l'Atsinanana. |
| Parc national de Zombitse-Vohibasia                       |       | Atsimo-Andrefana                                                | 1997             | 363,08 km2  | Les forêts sèches du Sud-Ouest sont entrecoupées de rivières. Ce paysage abrite une vie sauvage très diversifiée, par exemple 47 % des oiseaux endémique de Madagascar peuvent y être observés. |

### Réserves spéciales (RS)
L'objectif des RS est la protection des écosystèmes. La chasse, la pêche et l'utilisation des ressources naturelles à des fins commerciales sont réglementées et réservées aux populations locales (COAP, Titre II, chap 3).
- Ambatovaky
- Ambohijanahary
- Ambohitantely
- Analamazoatra
- Analamerana
- Andranomena
- Anjanaharibe-Sud
- Anjozorobe
- Ankarana
- Bemarivo
- Bezaha Mahafaly
- Bora
- Cap Sainte-Marie
- Forêt d'Ambre
- Kalambatritra
- Kasijy
- Mangerivola
- Maningoza
- Manombo
- Manongarivo
- Marotandrano
- Nosy Mangabe
- Pic d'Ivohibe
- Tampoketsa-Analamaintso
- Analalava
- Pointe à Larrée

### Nouvelles aires protégées
Depuis 2015, la nouvelle mouture du Code de gestion des aires protégées prévoit des catégories supplémentaires pour faciliter la création des aires protégées : Les Paysages harmonieux protégés (PHP), les Monuments naturels (Monat), et les Réserves de ressources naturelles (RRN) auxquelles s'ajoutent des aires protégées privées agréées par les autorités compétentes.
Les nouvelles aires protégées, c'est-à-dire les catégories créées en 2015, sont établies en deux étapes : dans un premier temps, un organisme, ONG, association ou autre demande la mise sous protection temporaire d'un territoire, un moratoire sur l'exploitation minière est alors mis en place pendant 2 ans. Pendant cette période le promoteur de la nouvelle aire protégée doit remplir des formalités administratives et mettre en place une consultation du public, à l'issue de quoi la zone obtient un statut officiel.
- Complexe Mahavavy Kinkony
- Complexe Zones Humides Mangoky Ihotry
- Tsitongambarika
- Torotorofotsy
- Beanka
- Sahafina
- Velondriake
- Reserve marine d'Ambodivahibe
- Corridor  Ankeniheny Zahamena
- Corridor forestier Ambositra Vondrozo
- Bombetoka Belemboka
- Complexe Lac Forêt Ambondrobe
- Lac Alaotra
- Rivière Nosivolo
- Tampolo
- Allée des baobabs
- Aire protégée Andrafiamena Andavakoera
- Complexe Anjozorobe Angavo
- Loky Manambato
- Aire protégée du Menabe Antimena
- Corridor Forestier Bongolava
- Maromizaha
- Nouvelle Aire Protégée de Tsinjoriake
- Nosy Antsoha
- Ambatofotsy
- Ampananganandehibe-Behasina
- Ampotaka Ankorabe
- Analabe Betanatanana
- Analalava RRN
- Mahialambo
- Mangabe-Ranomena-Sahasarotra
- Agnakatrika
- Agnalazaha
- Ampasindava
- Ankarabolava
- Forêt Sacrée Alandraza Analavelo
- Galoko Kalobinono
- Makirovana Tsihomanaomby
- Massif d'Ibity
- Oronjia
- Vohidava-Betsimalaho
- Ambararata Londa
- Ambatotsirongorongo
- Ambohidray
- Angavo
- Behara Tranomaro
- Ranobe Bay
- Ranobe PK32
- Atsimo Andrefan'Ifotaky
- Vohidefo
- Site Bioculturel d’Antrema
- Ambatoatsinanana
- Petriky
- Mandena
- Massif d'Itremo
- Ambohitr'Antsingy (Montagne des Français)
- Complexe Tsimembo Manambolomaty
- Mandrozo
- Bemanevika
- Mahimborondro
- Manjakatompo Ankaratra
- Andreba
- Ankarea
- Ankivonjy
- Soariake
- Aire Protégée Amoron'i Onilahy
- Ankodida
- COMATSA Avaratra
- COMATSA Atsimo
- Avaratr'Ifotaky

## Conventions internationales
Madagascar a signé la Convention sur le commerce international des espèces de faune et de flore sauvages menacées d'extinction en 1975, puis la convention sur la diversité biologique en 1995, et enfin la Convention sur la conservation des espèces migratrices appartenant à la faune sauvage en 2007.

### Réserves de biosphère
Madagascar possède 5 réserves de biosphère reconnues par l'Unesco:
- Mananara Nord, 1990
- Sahamalaza - Îles Ramada, 2001
- Littoral de Toliara, 2003
- Belo-sur-Mer - Kirindy Mitea, 2016
- Tsimanampesotse - Nosy Ve Androka, 2018

### Sites naturels du patrimoine mondial
Le patrimoine mondial de l'UNESCO liste les sites et monuments les plus irremplaçables pour l'humanité. Une fois inscrit, sur proposition des États, ils doivent être protégés dans la législation nationale. Sur trois sites inscrits à Madagascar, deux le sont au titre des sites naturels et l'un d'eux est considéré en danger.
- Les forêts humides de l'Atsinanana (patrimoine en danger) regroupe six parcs nationaux
- La réserve des Tsingy de Bemaraha
- Les forêts sèches de l'Andrefana

### Sites Ramsar
La convention de Ramsar enjoint aux États parties de recenser les zones humides d'importance internationale dans le but de les protéger. L’État malgache a adhéré à ladite convention en 1999. Madagascar comptait, en 2020, 20 sites Ramsar pour une superficie de 2 094 911 hectares, 10 sites ont été inscrits en 2017.

## Gestion

### Madagascar National Parks — gestionnaire historique
L'association Madagascar National Parks (anciennement Association nationale pour la gestion des aires protégées - ANGAP) est mandaté, depuis 1991, par l'État pour gérer les aires protégées sur le territoire malgache, les Parcs nationaux, les réserves spéciales et les réserves intégrales.

### Rôle des ONG
Les nouvelles aires protégées sont généralement gérées par des ONG internationales ou nationales, WWF-Madagascar, Asity Madagascar (partenaire local de birdlife international), Wildlife Conservation Society, par exemple.
Les sites de Beanka et Sahafina sont gérés par une ONG, créée en 2002, du nom de « Biodiversity Conservation Madagascar ».
Dans un premier temps les ONG internationales déclaraient être simplement promoteur de la création des aires protégées avec un rôle de soutien restreint, les plans de gestion indiquaient une gestion communautaire. Cependant les ONG étaient bien co-gestionnaire, appui scientifique et technique et soutien financier. Elles sont aujourd'hui inscrites comme co-gestionnaire et responsable devant l'État de la gestion des nouvelles aires protégées.
À Madagascar, beaucoup d'ONG environnementales focalisent leur travail sur la gestion des aires protégées et l'aide aux populations rurales en collaboration avec les ministères de l'environnement et des affaires étrangères (via des accords de siège). Ce travail peut se faire au détriment d'autres actions, notamment de lobbying politique contre la déforestation et l'extraction minière sans contrôle ou la corruption.

## Économie
Le budget de l'État malgache est très faible et insuffisant pour entretenir seul son réseau d'aire protégées. Par ailleurs, une partie des impôts, normalement affectés à la protection de l'environnement, est absorbé par le fonctionnement général de l'État et les tâches administratives de la protection de l'environnement. Le financement du Système des Aires protégées provient de fonds bilatéraux, d'organismes privés, comme la Fondation pour les aires protégées et la biodiversité de Madagascar et du tourisme.
Entre 1990 et 2012, Madagascar a reçu plus de 700 millions de dollars américains d'aides au développement, tournées spécifiquement vers la conservation de la nature, cet argent sert et a servi à plus de 500 projets,.

## Évaluation du dispositif
Plusieurs études ont cherché à prioriser les aires protégées de Madagascar en fonction de leur importance pour la sauvegarde des lémuriens, un plan d'action Lémur en a découlé entre 2013 et 2016. En 2017, une étude priorise 25 aires protégées (sur 100 évaluées) pour la protection de primates endémiques de l'île.
Concernant la préservation des forêts, une étude parue en 2016, tend à montrer que les aires protégées de Madagascar ont été efficaces pour réduire la déforestation. Elles ont été plus efficaces entre 2000 et 2010 qu'entre 1990 et 2000. La difficulté d'accès ne réduit pas la déforestation dans ce pays, contrairement à d'autres cas où c'est le principal facteur expliquant l'efficacité de certaines aires protégées. Il faut cependant comprendre que cette efficacité est relative car la déforestation existe quand même dans les aires protégées. Entre 2000 et 2014, les aires protégées auraient perdu environ 3 000 km2 de couvert forestier.